# Jeff Kinney
Pour les articles homonymes, voir Kinney.
Œuvres principales
- Série Journal d'un dégonflé
- Série Journal d'un copain formidable

Jeff Kinney, de son vrai nom Jeffrey Patrick Kinney, né en 1971 à Fort Washington dans le Maryland, est un concepteur de jeux et écrivain américain, auteur de livres pour enfants, parmi lesquels la série Journal d'un dégonflé.

## Biographie
Jeff Kinney travaille à temps plein comme développeur de jeux vidéo et concepteur de jeux en ligne. Il est également créateur du site Poptropica.
Jeff Kinney grandit à Washington dans le Maryland aux États-Unis et entre au Park College de l'Université de Maryland au début des années 1990. C'est dans cette université que Jeff Kinney crée la populaire bande dessinée Igdoof, publiée dans le journal du campus. À ce moment il voulait être dessinateur de bandes dessinées. Ne parvenant pas à faire éditer ses bandes dessinées après sa sortie de l'université, il commence à écrire des idées qui devaient plus tard servir à écrire Diary of a Wimpy Kid (Journal d'un dégonflé).
Basée de façon approximative sur sa propre enfance, la série s'était vendue à près de 16 millions d'exemplaires de par le monde en 2009 et a été transposée au cinéma, dans un film dont Jeff Kinney était aussi un des producteurs exécutifs.
Trois des romans de la série ont été adaptés au cinéma et distribué par 20th Century Fox : Journal d'un dégonflé (sorti en 2010 aux États-Unis), Journal d'un dégonflé : Rodrick fait sa loi (2011) et Journal d'un dégonflé : Ça fait suer ! (2012).
En 2009, Jeff Kinney a été nommé par le Time magazine parmi les cent personnes les plus influentes du monde.
Jeff Kinney vit à Plainville dans le Massachusetts.

## Œuvres

### SérieJournal d'un dégonflé
1. Carnet de bord de Greg Heffley, Seuil, 2008 ((en) Diary of a Wimpy Kid, 2007)  (ISBN 978-2-02-097356-4)
2. Rodrick fait sa loi, Seuil, 2009 ((en) Rodrick Rules, 2008)  (ISBN 978-2-02098-818-6)
3. Coucou les loubards
4. Ça fait suer !, Seuil, 2011 ((en) Dog Days, 2009)  (ISBN 978-2-02-104191-0)
5. La Vérité toute moche, Seuil, 2012 ((en) The Ugly Truth, 2010)  (ISBN 978-2-02-106011-9)
6. carrément clostro
7. Un cœur à prendre, Seuil, 2014 ((en) The Third Wheel, 2012)  (ISBN 979-10-235-0187-2)
8. Pas de bol !, Seuil, 2015 ((en) Hard Luck, 2013)  (ISBN 979-10-235-0463-7)
9. Un loooong voyage, Seuil, 2016 ((en) The Long Haul, 2014)  (ISBN 979-10-235-0632-7)
10. Zéro réseau, Seuil, 2016 ((en) Old School, 2015)  (ISBN 979-10-235-0799-7)
11. Double Peine, Seuil, 2017 ((en) Double Down, 2016)  (ISBN 979-10-235-0849-9)
12. Sauve qui peut !, Seuil, 2017 ((en) The Getaway, 2017)  (ISBN 979-10-235-0852-9)
13. Totalement givré !, Seuil, 2018 ((en) The Meltdown, 2018)  (ISBN 979-10-235-0855-0)
14. Ça déménage !, Seuil, 2019 ((en) Wrecking Ball, 2019)  (ISBN 979-10-235-1232-8)
15. Le Grand Bain, Seuil, 2020 ((en) The Deep End, 2020)  (ISBN 979-10-235-1235-9)
16. Un Coup de génie, Seuil, 2021
17. Rock attitude, Seuil, 2022
18. Prise de tête, Seuil, 2023
19. Chaud devant, Seuil, 2024

De plus, trois romans centrés sur les aventures de Robert Jefferson sont déjà sortis dans le même format :
1. Journal d’un copain formidable
2. Les aventures d’un copain formidable
3. Les terrifiantes histoires d’un copain formidable

### Divers
- (en) The Wimpy Kid Movie Diary, 2010
- Journal d'un dégonflé à écrire toi-même, Seuil, 2011 ((en) The Wimpy Kid Do-It-Yourself Book, 2011)  (ISBN 978-2-02-105909-0)

### SériePoptropica
1. Le Mystère de la carte magique, BD kids, 2016 ((en) Mystery of the Map, 2016)  (ISBN 978-2-7470-6340-1)Bande dessinée écrite par Jack Chabert d'après une idée originale de Jeff Kinney et dessinée par Kory Merritt
2. L'Expédition perdue, BD kids, 2016 ((en) The Lost Expedition, 2016)  (ISBN 978-2-7470-6341-8)Bande dessinée écrite par Mitch Krpata d'après une idée originale de Jeff Kinney et dessinée par Kory Merritt
3. (en) The Secret Society, 2017